# Donaudüker (Linz)

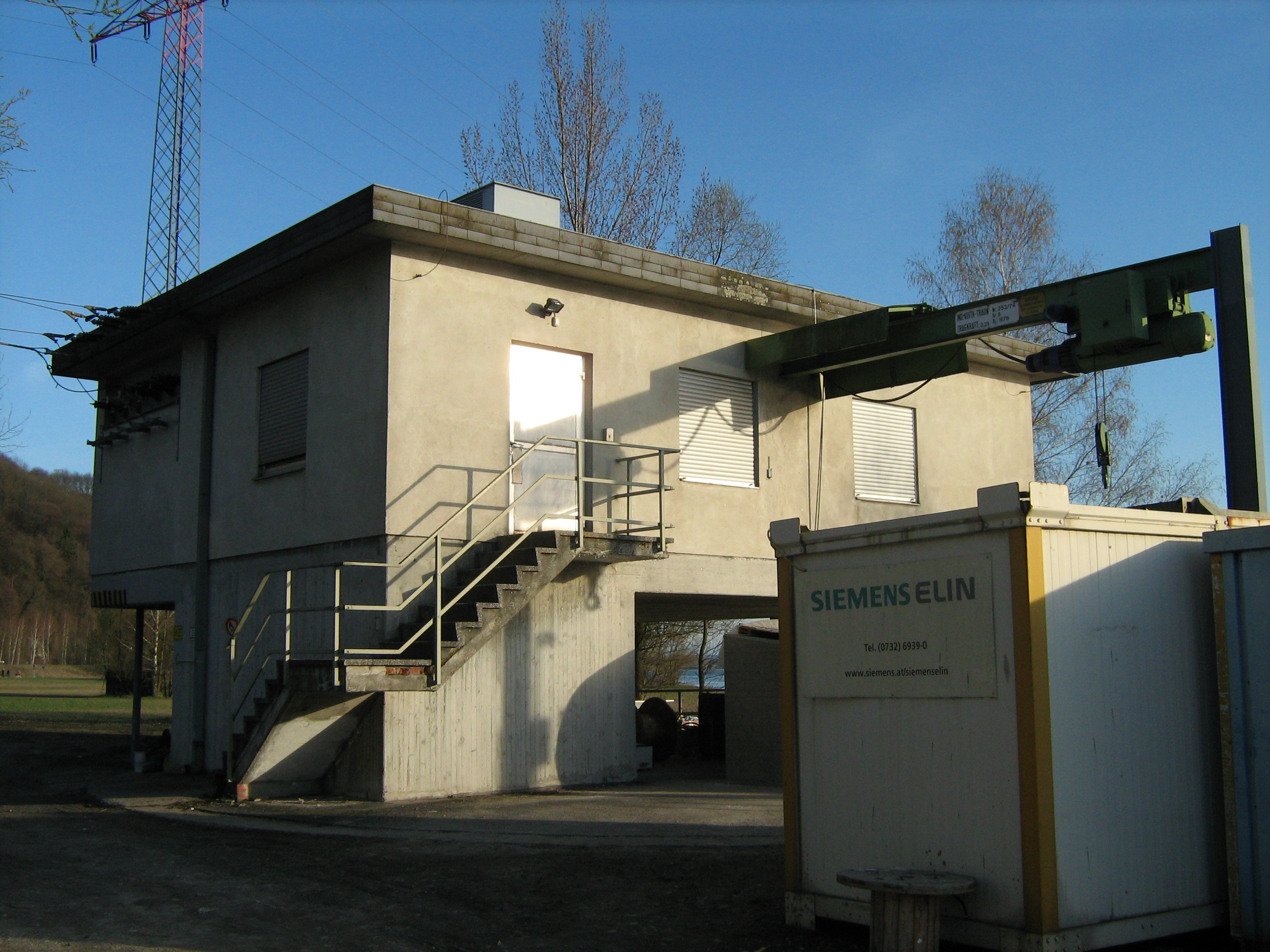
Einstiegsgebäude Nord

Der Donaudüker, verlaufend zwischen den Gebieten der Gemeinde Steyregg und der Stadt Linz, Oberösterreich, bildet eine in rund 25 Meter Tiefe unter dem Wasserspiegel der Donau liegende, rund 375 Meter lange Verbindung zwischen dem linken und dem rechten Donauufer. Der mit einem Innendurchmesser von 2,40 m begehbare Düker führt drei Abwasserleitungen und eine Frischwasserleitung sowie eine 10-kV-Hochspannungsleitung.

## Bauzeit
Der Spatenstich zum Bau des Dükers fand am 23. September 1974 statt. Die Errichtung wurde im Pressverfahren durchgeführt, das zur damaligen Zeit (1974–1978) als Pionierleistung im süddeutschen Raum galt, da keine einschlägigen Erfahrungen für ein Projekt in diesen Dimensionen vorlagen. Hydraulikzylinder erzeugten eine Gesamtpresskraft von 2200 „Tonnen“ (also rund 22 MN) und schoben dabei Pressrohrringe aus Stahlbeton mit einem Außendurchmesser von 3,00 m und einer Wandstärke von 30 cm ein. Der Durchstich erfolgte im August 1975 auf den Zentimeter genau. Die Pressarbeiten (vom Norden nach Süden) dauerten 16 Wochen und verliefen ohne Zwischenfälle.
Die Baukosten betrugen damals rund 50 Millionen Schilling (ca. 3,6 Mio. EUR) und teilten sich zu je etwa der Hälfte in baulichen und maschinellen Aufwand auf.

## Lage und Technik

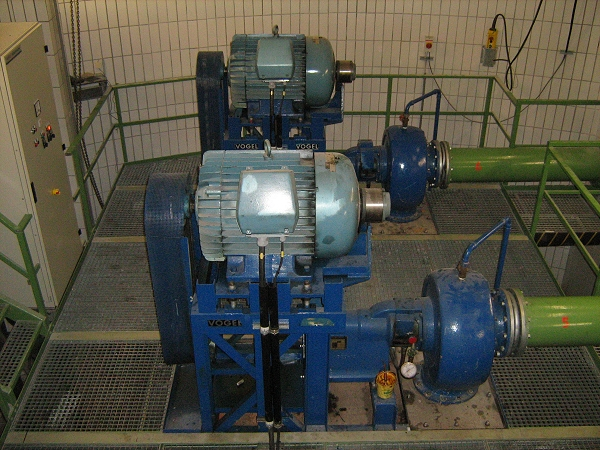
Pumpen 5 und 6 für Abwasser im Pumpenhaus des Donaudükers

Der Düker verläuft bei Donaustromkilometer 2130,5 von Norden nach Süden steigend, da die Sohlenkote des Hauptsammlers Urfahr (HSU) um etwa 1,6 m tiefer liegt als die des Hauptsammlers Mitte (HSM). Dadurch ergibt sich auch die Notwendigkeit, das Abwasser zu pumpen. Dies wird durch sechs Pumpen mit einer Gesamtleistung von etwa 425 kW (570 PS) und einer Gesamtförderleistung von 1.200 Litern Abwasser pro Sekunde bewerkstelligt. Von den sechs Pumpen sind zwei in der Drehzahl frei steuerbar. Im Regenwetterbetrieb kommen maximal fünf der sechs Pumpen zum Einsatz, eine dient als Reserve. In dem Düker mit einem Durchmesser von 2,4 m befinden sich um einen mittigen Revisionsgang angeordnet drei zur Regionalkläranlage in Asten führende Abwasserdruckleitungen und eine Frischwasserleitung (alle jeweils Nenndurchmesser 500 mm).

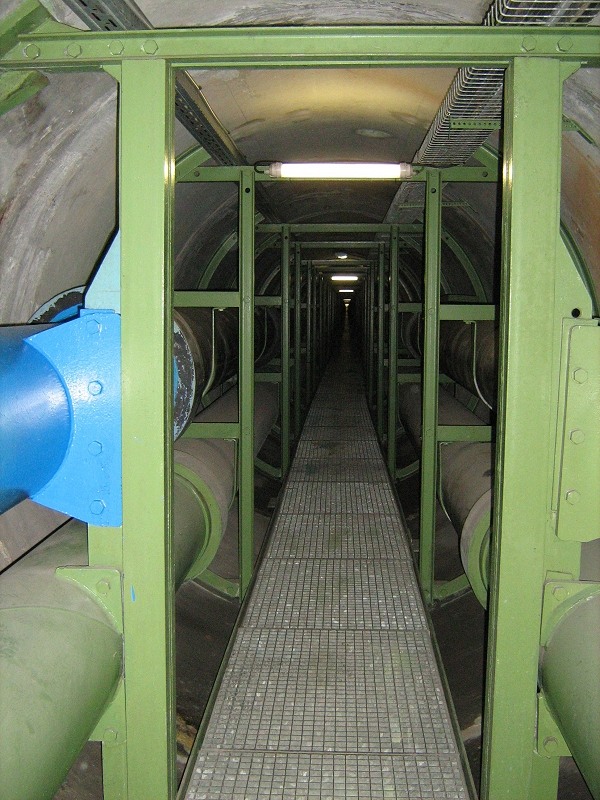
Donaudüker Linz, Richtung Norden

Der Trockenwetterzulauf beträgt etwa 200–350 Liter pro Sekunde und kann durch ein bis zwei kontinuierlich laufende Pumpen verarbeitet werden. Bei Regenwetter beträgt der Abwasseranfall ein Vielfaches. Mengen, die über die maximale Verarbeitungskapazität von 1200 Litern pro Sekunde anfallen, werden im HSU (Profil 3,9 × 3,45 Meter, maximaler Zulauf von 8000 Litern Abwasser pro Sekunde), bzw. darüber hinaus im Regenüberlaufbecken Pleschingersee zurückgestaut und nach und nach verarbeitet.
Da es im Regelbetrieb zu Ablagerungen in den Druckleitungen kommt, werden sie regelmäßig durchgespült. Dabei werden im Intervall von 30 Minuten jeweils zwei der drei Druckleitungen mit Schiebern geschlossen und das Abwasser mit der Leistung von drei Pumpen durch die verbleibende Leitung gepumpt (600 Liter pro Sekunde).
Im Jahr 2019 wurde zusätzlich eine 10-kV-Leitung im Düker verlegt, die im Oktober 2019 ans Netz gehen um die Versorgung des neuen Stadtviertels im Hafen abzusichern.

## Endbauwerke und Gliederung
250 m südlich des Pleschingersee-Ufers befindet sich das halbkreisförmige, asphaltierte Regenüberlaufbecken, mitsamt Böschungen 130 m Durchmesser. See und Becken liegen landeinwärts des und tiefer als der Hochwasserdamm.
550 m südlich des Seeufers und 40 m weg vom linken Donauufer liegt die nördliche Einstiegsstation zum Einlauf des Dükers in Plesching, Steyregg vulgo auf der Urfahr-Seite. Das rechtwinkelige Gebäude liegt im Überschwemmungsgebiet und ist im Erdgeschoß schlank gebaut, womit es Hochwasser weniger im Weg steht. Das Richtung Südwesten auf 3-fache Breite auskragende Obergeschoß weist eine Eingangstür, die über eine Außentreppe erreichbar ist, auf und nahe dem Ost-Eck des Flachdachs speisen 4 Freiluft-Leiterseile über 3 Spannisolatoren die Elektrizitätsversorgung ein.
Über dem Teil des Pumpenschachts (überwiegend 16 m Innendurchmesser), der vom Betongebäude nicht überdeckt wird liegt ein Schienenkran etwa zum Verkranen der Pumpenmotore.
In den 2 oberen von Ebenen liegen jeweils 3 Abwasserpumpaggregate, jeweils mit wellengekuppeltem Getriebe und riemengekoppelt obenauf sitzendem Elektromotor von etwa 70 cm Durchmesser. Bis zu 5 Pumpen fördern geregelt aus einem betonierten Reservoir in ein dickeres Sammelrohr, das über Absperrschieber die 3 Leitungsrohre anspeist. Diese Rohre sind hier aus Stahlblech spiralig geschweißt und grün lackiert; ihre Knie zur Waagrechten Richtung Dükerstollen sind außen in Beton gebettet, da hier im Bereich der Strömungsumlenkung große Kräfte eventuell auch stoßweise auftreten. Ebenso geführt ist ein blau lackiertes, teilweise in blankem rostfreiem Stahl ausgeführtes Trinkwasserrohr gleicher Nennweite.
Leicht konvergierend werden die 4 Rohre in den Stollen eingefädelt, wo sie die rechts und links im Stollen die unteren zwei von 3 „Fächern“ in den Stahlprofilstützen ausfüllen, die alle etwa 4 Meter die Rohre, ganz oben zwei Kabeltrassen und bodennah einen mittigen Gehweg aus Gitterrosten tragen. Das Lichtraumprofil von etwa 75 × 190 cm reicht zum aufrechten Gehen. Der Stollen ist beleuchtet und weist an beiden in Sumpfgruben eingelassene Entwässerungspumpen auf.
Die gegengleichen Rohrknie am „Auslauf“, rechtsufrig auf „Linz-Seite“ sind ebenfalls in eine Betonböschung gebettet. Zusätzlich sind die oberen Rohre ab ihrem sanften Ausfädelungsknick parallel zur Stollenachse in angeschweißten Streben verlängert, die Zug und Druck aufnehmen können. Wenige Meter innerhalb der Stollenmünder gehen die 3 Abwasserrohre in graue Faserbetonrohre über, das eine obere Position einnehmende Trinkwasserrohr jedoch in ein Rohr aus schwarzem Polyethylen. 
Die Einstiegsstation am rechten Donauufer liegt bei Boote Feichtner, Linz, Saxingerstraße 5, unweit der Industriezeile, knapp nach Einmündung des Handelshafens. Der Steigschacht hat einen deutlich kleineren Durchmesser als der Pumpenschacht.

## Kurioses
Eine fehlerhafte Meldung aus 1999 seitens der Stadt Linz bezeichnete fälschlich den Donaudüker (hier laufen Rohre im Dükerrohr) statt eines anderen Kanals (mit Abwasser mit freiem Wasserspiegel) als Ort folgenden Tierfundes:
Im Februar 1999 wurde bei einer Begehung des Umleitungskanals (nicht des Donaudükers) ein etwa sieben Meter langes Krokodil entdeckt. Nach zwei Stunden gelang es der Linzer Berufsfeuerwehr, das Tier einzufangen. Zunächst wurde es in das leerstehende Lehrschwimmbecken der Sportanlage Ebelsberg gebracht. Eigens für das von den Feuerwehrmännern Jürgen getaufte Tier unbekannter Herkunft wurde im Linzer Zoo ein Krokodilgehege errichtet.
Die Röhre des Dükers ist elektrisch beleuchtet. Auch befinden sich entgegen der Pressemeldung keine Nagetiere im System des Pumpwerk Donaudükers. Ein Eindringen eines Reptils kann durch den sicheren Abschluss der Einstiegsstellen und der regelmäßig stattfindenden wöchentlichen Begehungen ausgeschlossen werden.

## Weiterer Düker in Linz
Linz weist noch einen weiteren Düker auf: Der von der Firma Bau und Montage GmbH, Perg eingebaute „Einziehdüker“ weist DN 500 mm und eine Länge von 330 m auf.